# Wake Me Up (bài hát của Twice)
"Wake Me Up" là bài hát được thu âm bởi nhóm nhạc nữ Hàn Quốc Twice. Đây là đĩa đơn maxi tiếng Nhật thứ ba của nhóm cùng với ba bài hát khác. Bài hát được phát hành trước dưới dạng đĩa đơn kĩ thuật số vào ngày 25 tháng 4 năm 2018 và phát hành ở dạng đĩa đơn CD vào ngày 16 tháng 5 bởi Warner Music Japan.

## Bối cảnh và phát hành
Ngày 1 tháng 4 năm 2018, Twice đưa ra thông báo sẽ phát hành đĩa đơn tiếng Nhật thứ ba của họ mang tên "Wake Me Up", cùng với thông tin rằng nhóm sẽ xuất hiện trong quảng cáo thương mại trên TV của ABC-Mart và Nike Air Max. Quảng cáo thương mại, cùng với "Wake Me Up", bắt đầu phát sóng trên toàn Nhật Bản vào ngày 5 tháng 4. Phiên bản đầy đủ của bài hát được phát lần đầu trên chương trình School of Lock! của Tokyo FM vào ngày 24 tháng 4 và được phát hành trước dưới dạng đĩa đơn kĩ thuật số trên các cổng âm nhạc trực tuyến vào ngày hôm sau. Bản video âm nhạc đầy đủ cũng đã được phát hành trực tuyến vào ngày 25 tháng 4.

## Sáng tác
"Wake Me Up" được sáng tác bởi Atsushi Shimada, Louise Frick Sveen và Albin Nordqvist, với phần lời được viết bởi Natsumi Watanabe. Bài hát được miêu tả là một bản nhạc dance mang hơi hướng lạc quan khi "cổ vũ mọi người không bỏ cuộc và luôn tiến về phía trước".

## Quảng bá
"Wake Me Up" được trình diễn lần đầu trên Music Station vào ngày 25 tháng 5 năm 2018. Ca khúc cũng được trình diẽn tại Twice 2nd Tour: Twiceland Zone 2 – Fantasy Park ở Saitama và Osaka. Ngày 3 tháng 8, ca khúc được trình diễn trên chương trình Music Station trong tập đặc biệt kéo dài 2 tiếng.

## Hiệu suất thương mại
Đĩa đơn CD ra mắt đã đứng đầu bảng xếp hạng ngày của Oricon Singles Chart với 129,275 bản bán ra ngay trong ngày đầu phát hành, phá vỡ kỉ lục lượng bán ra ngày đầu cao nhất của một nhóm nhạc nữ Hàn Quốc tại Nhật Bản của chính Twice trước đó. Đĩa đơn cũng đã dành vị trí cao nhất bảng xếp hạng tuần của Oricon Singles Chart với 262,658 bản tẩu tán được, trong khi Billboard Japan ghi nhận có đến 299,195 bản được tiêu thụ trong khoảng thời gian từ ngày 14-20 tháng 5 năm 2018.. Đây là đĩa đơn phát hành thứ ba liên tiếp của Twice vượt mốc 200,000 bản bán ra trong tuần đầu, khiến nhóm trở thành nghệ sĩ nước ngoài đầu tiên làm được điều này tại Nhật Bản.
Cũng có báo cáo ghi nhận rằng "Wake Me Up" đã có 471,438 bản đặt trước, và vượt qua 500,000 đơn giao hàng vào ngày 28 tháng 5. Ngày 8 tháng 6, nó trở thành đĩa đơn đầu tiên của một nghệ sĩ nước ngoài đạt được chúng nhận Bạch kim kép của RIAJ.

## Danh sách bài hát
| Digital download EP | Digital download EP            | Digital download EP       | Digital download EP                                | Digital download EP | Digital download EP |
| STT                 | Nhan đề                        | Phổ lời                   | Phổ nhạc                                           | Biên soạn           | Thời lượng          |
| ------------------- | ------------------------------ | ------------------------- | -------------------------------------------------- | ------------------- | ------------------- |
| 1.                  | "Wake Me Up"                   | Natsumi Watanabe          | Atsushi Shimada Louise Frick Sveen Albin Nordqvist | Atsushi Shimada     | 3:31                |
| 2.                  | "Pink Lemonade"                | Lauren Kaori Yu-ki Kokubo | Lauren Kaori Kohei Yokono                          | Kohei Yokono        | 3:40                |
| 3.                  | "Wake Me Up" (Instrumental)    |                           | Atsushi Shimada Louise Frick Sveen Albin Nordqvist | Atsushi Shimada     | 3:31                |
| 4.                  | "Pink Lemonade" (Instrumental) |                           | Lauren Kaori Kohei Yokono                          | Kohei Yokono        | 3:40                |
| Tổng thời lượng:    | Tổng thời lượng:               | Tổng thời lượng:          | Tổng thời lượng:                                   | Tổng thời lượng:    | 14:22               |

| Phiên bản giới hạn First Press A | Phiên bản giới hạn First Press A        | Phiên bản giới hạn First Press A |
| STT                              | Nhan đề                                 | Thời lượng                       |
| -------------------------------- | --------------------------------------- | -------------------------------- |
| 1.                               | "Wake Me Up" (Music video)              |                                  |
| 2.                               | "Wake Me Up" (Music video making movie) |                                  |

| Phiên bản giới hạn First Press B | Phiên bản giới hạn First Press B            | Phiên bản giới hạn First Press B |
| STT                              | Nhan đề                                     | Thời lượng                       |
| -------------------------------- | ------------------------------------------- | -------------------------------- |
| 1.                               | "Brand New Girl" (Music video)              |                                  |
| 2.                               | "Brand New Girl" (Music video making movie) |                                  |
| 3.                               | "Jacket shooting making movie"              |                                  |

## Bảng xếp hạng

### Bảng xếp hạng hàng tuần
| Bảng xếp hạng (2018)                 | Thứ hạng cao nhất |
| ------------------------------------ | ----------------- |
| Nhật Bản (Japan Hot 100)             | 1                 |
| Nhật Bản (Oricon)                    | 1                 |
| Japan Digital Singles Chart (Oricon) | 14                |
| Đài Loan (Five Music)                | 2                 |

### Bảng xếp hạng cuối năm
| BXH (2018)            | Thứ hạng |
| --------------------- | -------- |
| Japan (Japan Hot 100) | 18       |
| Japan (Oricon)        | 19       |

## Chứng nhận
| Quốc gia                                  | Chứng nhận  | Số đơn vị/doanh số chứng nhận |
| ----------------------------------------- | ----------- | ----------------------------- |
| Nhật Bản (RIAJ)                           | 2× Bạch kim | 500.000^                      |
| ^ Chứng nhận dựa theo doanh số nhập hàng. |             |                               |

## Giải thưởng
| Năm  | Giải thích               | Hạng mục        | Kết quả   | Ref.   |
| ---- | ------------------------ | --------------- | --------- | ------ |
| 2018 | 60th Japan Record Awards | Grand Prix      | Đề cử     | [ 25 ] |
| 2018 | 60th Japan Record Awards | Best Song Award | Đoạt giải | [ 25 ] |